# دانشگاه اسان
دانشگاه آسان (به اسپانیایی: Universidad ESAN) یک دانشگاه در پرو است که در لیما واقع شده‌است.